# Большая Кульша
Большая Кульша (мар. Кугу Кӱльшӧ) — деревня в Сернурском районе Республики Марий Эл. Входит в состав Кукнурского сельского поселения.

## География
Находится в северо-восточной части республики Марий Эл на расстоянии приблизительно 35 км на север от районного центра посёлка Сернур.

## История
Известна с 1792 года, когда в ней в 17 дворах проживали 147 человек. В 1836 году в 24 дворах проживали 228 человек. В 1870 году — 334 человека. В 1884—1885 годах в 47 дворах числилось 232 человека, мари, в 1930 235 человек, мари. В начале 1960-х годов деревню причислили к разряду неперспективных. Закрыли все фермы. В 1975 году в 26 хозяйствах проживали 103 человека, в 1988 году в 11 домах — 39 человек. В 1996 году в 11 дворах проживал 21 человек. К 2003 году остались 4 хозяйства. В советское время работали колхозы «Ударник», имени Кирова, совхозы «Казанский» и «Эшполдинский».

## Население
Население составляло 9 человек (мари 100 %) в 2002 году, 6 в 2010.